# Neofacydes bonthainensis
Neofacydes bonthainensis är en stekelart som först beskrevs av Heinrich 1934.  Neofacydes bonthainensis ingår i släktet Neofacydes och familjen brokparasitsteklar. Utöver nominatformen finns också underarten N. b. celebensis.